# Pinukpuk
Pinukpuk (Bayan ng Pinukpuk) är en kommun i Filippinerna. Kommunen ligger på ön Luzon, och tillhör provinsen Kalinga. Folkmängden uppgår till 26 130 invånare.

## Barangayer
Pinukpuk är indelat i 23 barangayer.
| - Aciga - Allaguia - Ammacian - Apatan - Ba-ay - Ballayangon - Bayao - Wagud - Camalog - Katabbogan - Dugpa - Cawagayan | - Asibanglan - Limos - Magaogao - Malagnat - Mapaco - Pakawit - Pinukpuk Junction - Socbot - Taga (Pob.) - Pinococ - Taggay |